# Kampf um Organia
Kampf um Organia (Originaltitel: Errand of Mercy) ist die nach Ausstrahlungsreihenfolge 26. bzw. nach Produktionsreihenfolge 27. Episode der ersten Staffel der Science-Fiction-Fernsehserie Raumschiff Enterprise. Sie wurde in englischer Sprache erstmals am 16. März 1967 bei NBC ausgestrahlt. In Deutschland war sie zum ersten Mal am 15. Dezember 1973 in einer synchronisierten Fassung im ZDF zu sehen.

## Handlung
Im Jahr 2267 bei Sternzeit 3198,4 erhält die Enterprise eine Nachricht des Sternenflotten-Kommandos. Die Verhandlungen mit dem Klingonischen Reich stehen kurz vor dem Scheitern und es wird mit einem Überraschungsangriff gerechnet. Die Enterprise soll nach Organia fliegen und verhindern, dass die Klingonen dort eine Operationsbasis errichten. Dieser Planet liegt in einem zwischen der Föderation und den Klingonen umstrittenen Gebiet und wird von einem friedliebenden, technisch wenig entwickelten Volk bewohnt. Auf dem Weg nach Organia wird die Enterprise von einem klingonischen Raumschiff angegriffen, kann dieses aber zerstören. Eine weitere Nachricht des Sternenflotten-Kommandos bestätigt, dass der Krieg nun begonnen hat.
Captain Kirk und sein erster Offizier Spock beamen auf die Oberfläche von Organia. Dort werden sie von Ayelborne empfangen und zur Ratsversammlung geführt, wo sie Organia die Hilfe und den Schutz der Föderation anbieten. Der Rat lehnt dies aber ab und sieht in den Klingonen keine Bedrohung. Spock äußert Kirk gegenüber Besorgnis, da seine Beobachtungen auf eine völlige Stagnation der organischen Kultur und keinerlei technischen Fortschritt hinweisen. Ratsmitglied Trefayne verkündet nun, ohne dass erkennbar wäre, woher er diese Information hat, dass die Klingonen eingetroffen seien. Die Enterprise ist dadurch gezwungen, die Umlaufbahn von Organia zu verlassen. Kirk und Spock sind auf dem Planeten gestrandet.
Der Rat bietet den beiden nun Hilfe an. Kirk bekommt eine Tarnidentität als organischer Bürger, da Organier äußerlich wie Menschen aussehen. Der halb menschliche, halb vulkanische Spock wird als Händler ausgegeben, da Organia häufiger Besuch von vulkanischen Händlern erhält. Im Gegenzug müssen sie aber ihre Waffen abgeben. Dann betritt der klingonische Captain Kor die Ratshalle, der nun als Militärgouverneur die Macht übernehmen will. Kor hält Spock für einen Spion der Föderation und lässt ihn für eine Befragung festnehmen. Kirks Protest dagegen beeindruckt Kor und er ernennt ihn zu seinem Verbindungsmann zu den Organiern.
Nach einer ergebnislosen Befragung wird Spock wieder freigelassen und gemeinsam mit Kirk zerstört er anschließend ein klingonisches Munitionslager. Bei einem erneuten Treffen mit dem Rat ruft Kirk zum Widerstand auf, doch Ayelborne verurteilt seine Tat und wirft ihm Unverständnis vor. Kor hat in der Zwischenzeit Abhöranlagen anbringen lassen und kann die ganze Unterredung mithören. Er lässt Kirk und Spock nun verhaften, wobei Ayelborne ihre wahre Identität freimütig zugibt. Kor gibt Kirk zwölf Stunden Zeit, um ihm Informationen über die Bewaffnung der Sternenflotte zu geben, ansonsten würde er einen „Wahrheitsfinder“ anwenden, den Kirk wahrscheinlich nicht überleben würde.
Nach sechs Stunden öffnet sich die Zellentür, doch zu Kirk und Spocks Überraschung ist es Ayelborne, der sie abholt. Über den Verbleib der klingonischen Wachen bleibt er eine Antwort schuldig. Kor wird von seinem Lieutenant über die unerklärliche Flucht der Gefangenen informiert und ordnet daraufhin die Ausführung eines Sonderbefehls an: Er lässt 200 Organier exekutieren und alle zwei Stunden sollen weitere 200 folgen, bis Kirk und Spock ausgeliefert werden. Kirk verlangt nun von den organischen Ratsmitgliedern seine Waffen zurück. Er will persönlich einen Angriff gegen Kor führen, um weiteres Blutvergießen zu vermeiden.
Tatsächlich gelingt es Kirk und Spock, bis in Kors Büro vorzudringen. Als daraufhin klingonische Truppen eintreffen, um sie festzunehmen, werden plötzlich alle Waffen glühend heiß. Gleiches geschieht auch auf den Raumschiffen der Föderation und der Klingonen. Die Ratsmitglieder Ayelborne und Claymare betreten das Büro. Ayelborne erklärt, er bedaure die Einmischung, er müsse die Gewalt aber nun beenden. Er befinde sich nicht nur hier, sondern zugleich auch auf den Hauptplaneten der Föderation und des Klingonischen Reichs. Beide Seiten müssten die Feindseligkeiten unverzüglich einstellen. Als Kor auf sie losgehen will, offenbaren Ayelborne und Claymare ihre wahre Identität als hochentwickelte körperlose Wesen. Sie erklären, die 200 Organier seien nicht wirklich tot und der Planet sei zu keiner Zeit in Gefahr gewesen. Zudem sagt Ayelborne voraus, dass die Föderation und die Klingonen in Zukunft Freunde sein werden.

## Verbindungen zu anderen Star-Trek-Produktionen
Einige Elemente aus dieser Folge wurden in späteren Star-Trek-Produktionen wieder aufgegriffen:
- Die Klingonen haben hier ihren ersten Auftritt. Sie wurden später in allen Star-Trek-Serien und den meisten Spielfilmen wieder aufgegriffen und sind neben den Vulkaniern die am häufigsten gezeigte außerirdische Spezies des Franchise.
- In der Raumschiff-Enterprise-Folge Kennen Sie Tribbles? wird erwähnt, dass die Ereignisse aus Kampf um Organia zu einem formellen Friedensvertrag zwischen der Föderation und den Klingonen, dem Vertrag von Organia, geführt haben.
- Der Klingone Kor tauchte noch einmal in Folge 1.12 (Die Zeitfalle) der Zeichentrickserie Die Enterprise von 1973 auf und wurde hier von James Doohan gesprochen. John Colicos verkörperte Kor später noch einmal zwischen 1994 und 1998 in drei Folgen von Star Trek: Deep Space Nine.
- Ayelbornes Prophezeiung, dass die Föderation und die Klingonen in Zukunft Freunde sein könnten, bewahrheitete sich 1987 mit dem Start der Serie Raumschiff Enterprise – Das nächste Jahrhundert. Während die Klingonen im 23. Jahrhundert die wichtigsten Gegenspieler der Föderation waren, sind nun beide für den größten Teil des 24. Jahrhunderts Verbündete. Die Umstände, die zur dauerhaften Annäherung der beiden Mächte führten, wurden in dem 1991 erschienenen Spielfilm Star Trek VI: Das unentdeckte Land behandelt.
- Kirk beschreibt gegenüber dem Rat von Organia sehr eindringlich das brutale Vorgehen der Klingonen, ihr Eindringen in den Föderationsraum und die Besetzung ganzer Planeten. Diese Ausführung bildete die Grundlage für die erste Staffel der 2017 gestarteten Serie Star Trek: Discovery. Deren zentraler Handlungsstrang ist ein Krieg zwischen der Föderation und den Klingonen in den Jahren 2256–57 und damit zehn Jahre vor Kampf um Organia.
- Die Organier tauchten in Folge 4.11 (Beobachtungseffekt) der Serie Star Trek: Enterprise von 2005 noch einmal auf.
- In der 2022 gestarteten animierten Serie Star Trek: Prodigy ist eine der Hauptfiguren, Dal R’El, ein gentechnisch erzeugter Hybrid aus 26 verschiedenen Spezies, darunter Menschen, Vulkanier und Proto-Organier.

## Produktion

### Drehbuch
Der Originaltitel Errand of Mercy geht auf eine Passage aus Charles Dickens’ Roman Nicholas Nickleby zurück („It is an errand of mercy which brings me here. Pray, let me discharge it.“).

### Kulissen

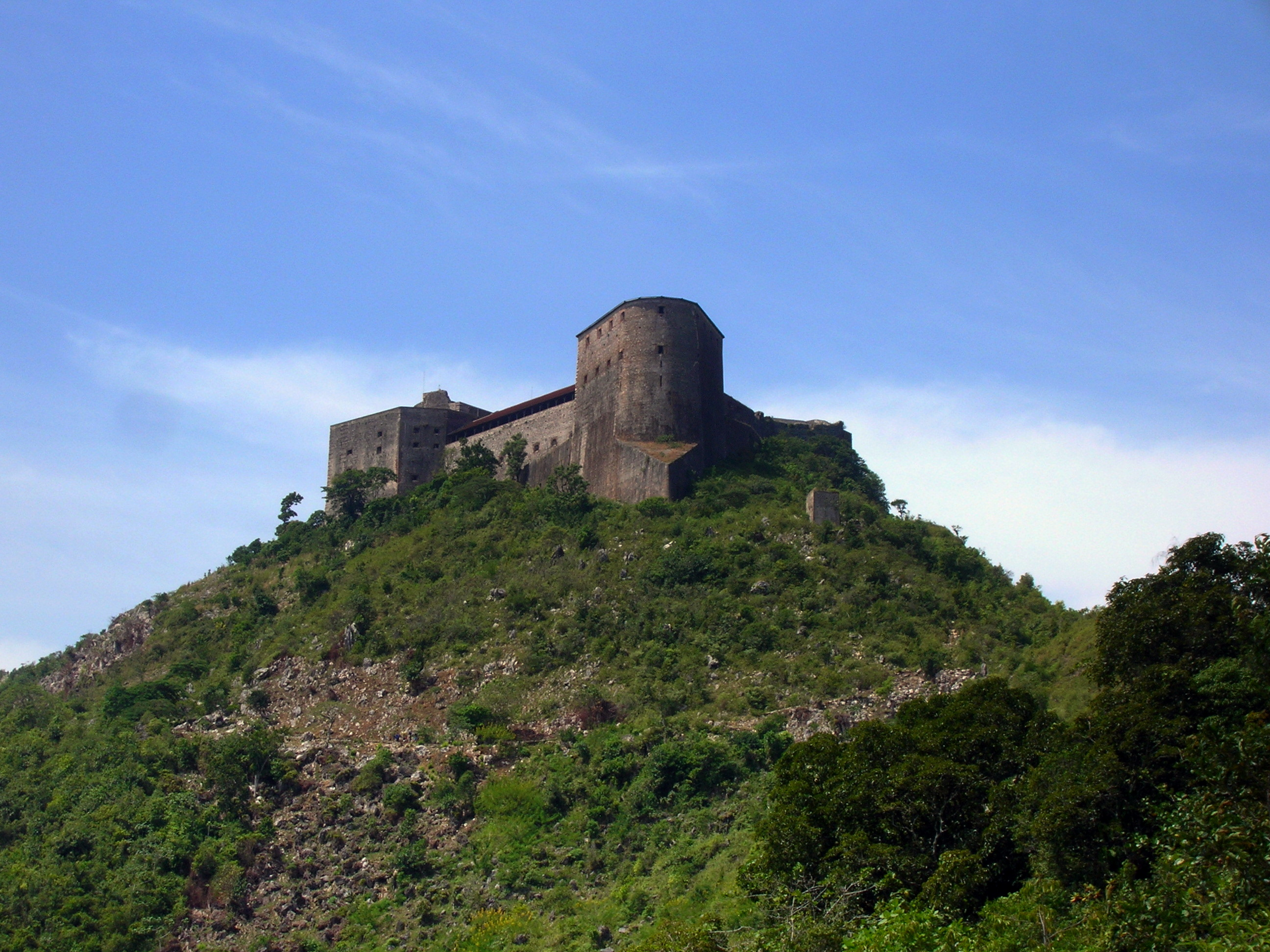
Die Zitadelle La Ferrière

Einige Kulissen, die hier die Stadt der Organier darstellten, wurden bereits im ursprünglichen Pilotfilm Der Käfig von 1965 für Rigel VII verwendet.
Für die Ansicht der Zitadelle der Organier aus der Ferne wurde ein Foto der Zitadelle La Ferrière in Haiti verwendet.

### Maske, Kostüme und Requisiten
Die Klingonen waren im ursprünglichen Drehbuchentwurf lediglich als „orientalisch“ und mit „hartem Gesichtsausdruck“ beschrieben. Die Idee, ihnen eine bräunliche Gesichtsfarbe und Bärte zu verleihen, geht auf Kor-Darsteller John Colicos zurück. Er wollte ihnen damit ein Aussehen geben, das an Dschingis Khan erinnert. D. C. Fontana meinte später, dieses recht einfache Make-up dürfte der Hauptgrund gewesen sein, warum die Klingonen zu den am häufigsten auftretenden Gegenspielern in der Serie wurden, obwohl sie persönlich die Romulaner für die wesentlich interessanteren Gegner hielt.
Kors Schärpe wurde in der Serie Raumschiff Enterprise – Das nächste Jahrhundert wiederverwendet. Hier trug sie die Hauptfigur Worf während der ersten Staffel.
Die Kommunikatoren und Disruptoren der Klingonen wurden aus der Folge Krieg der Computer wiederverwendet.

### Effekte
Für die Explosion der klingonischen Munitionskisten wurde der Effekt eines Meteoriteneinschlags aus dem Film Metaluna IV antwortet nicht von 1955 wiederverwendet.
Die Weltraum-Kampfszenen wurden in der Folge Wie schnell die Zeit vergeht wiederverwendet.

## Adaptionen
James Blish schrieb eine Textfassung von Kampf um Organia, die auf Englisch erstmals 1968 in der Geschichtensammlung Star Trek 2 erschien. Die deutsche Übersetzung erschien 1972.
Der Comic Against Their Nature aus der Reihe Star Trek: Klingons – Blood Will Tell von 2007 erzählt die Ereignisse aus Kampf um Organia aus der Sicht der Klingonen.

## Rezeption
Christian Blauvelt listete Kampf um Organia 2013 auf hollywood.com als eine der besten Klingonen-zentrierten Folgen in ganz Star Trek. 2022 wählte er Kampf um Organia in einem Ranking aller 79 Raumschiff-Enterprise-Folgen auf Platz 25.
Charlie Jane Anders führte Kampf um Organia 2014 auf gizmodo.com in einer Liste der 100 besten bis dahin ausgestrahlten Star-Trek-Folgen auf Platz 67.
Sven Harvey zählte Kampf um Organia 2015 auf der Website Den of Geek als eine der 25 besten Folgen der beiden Serien Raumschiff Enterprise und Die Enterprise.
Juliette Harrisson empfahl Kampf um Organia 2018 auf der Website Den of Geek als eine der Folgen, die man gesehen haben sollte, wenn man die Grundlagen von Star Trek verstehen möchte.
Sam Stone führte Kampf um Organia 2021 auf cbr.com als eine der zehn wichtigsten Folgen von Raumschiff Enterprise.

## Parodien und Anspielungen
In der Folge Mind-Sifter der Fanserie Star Trek: New Voyages von 2014 wird die Figur des Kor wieder aufgegriffen.